# بهاردوست (سرده)
بهاردوست، (نام علمی: Erophila) نام یک سرده از تیره (زیست‌شناسی) شب‌بویان است.